# Coppa della Germania Est 1986-1987

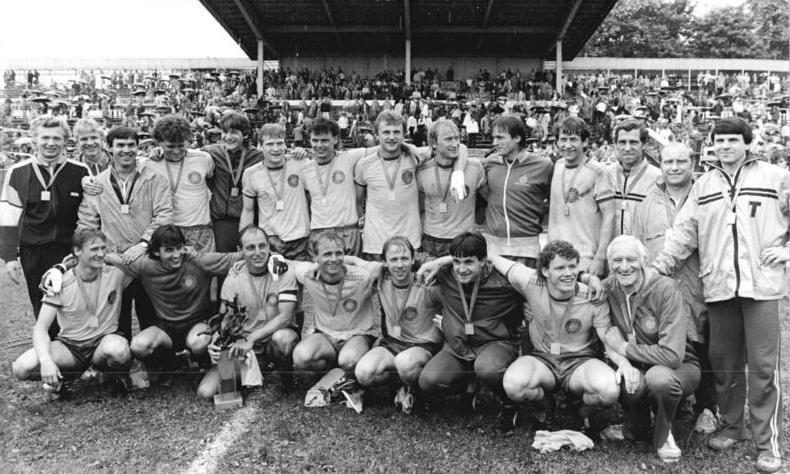
La Lokomotive con la variante del trofeo assegnata definitivamente alla società

La Coppa della Germania Est 1986-87 fu la trentaseiesima edizione della competizione. La coppa venne vinta dalla Lokomotive Lipsia, che ottenne in consegna il trofeo definitivamente per la sua quinta vittoria. In realtà fu formalmente la quarta in quanto la prima società che vinse il trofeo con questa denominazione pur essendo della stessa città e avendo lo stesso nome non era la stessa squadra. Tutto ciò a causa delle riforme sportive che investivano anche le società calcistiche volute dal governo DDR.

## Turno preliminare
| Squadra 1   | Risultato | Squadra 2     |
| ----------- | --------- | ------------- |
| Bau Rostock | 1 - 2     | Wismut Aue II |

| Rostock 9 agosto 1986 Turno preliminare | Bau Rostock | 1 – 2 referto | Wismut Aue II | Großsportanlage Damerower Weg Rasenplatz RFC |

## 1º Turno
| Squadra 1                           | Risultato       | Squadra 2                         |
| ----------------------------------- | --------------- | --------------------------------- |
| Motor Suhl                          | 0 - 2           | Dinamo Dresda                     |
| Lok/Armaturen Prenzlau              | 1 - 3           | Chemie Böhlen                     |
| Motor Weimar                        | 1 - 2           | Karl-Marx-Stadt                   |
| Chemie Ilmenau                      | 3 - 1           | Energie Cottbus                   |
| Chemie Buna Schkopau                | 2 - 1           | Vorwärts Francoforte sull'Oder II |
| Glückauf Sondershausen              | 0 - 2           | Carl Zeiss Jena                   |
| Aktivist Schwarze Pumpe Hoyerswerda | 1 - 0           | Post Neubrandenburg               |
| Eisenhüttenstädter Stahl            | 3 - 1           | Fortschritt Bischofswerda         |
| Chemie Lipsia                       | 2 - 1 (dts)     | Motor Nordhausen                  |
| Vorwärts Dessau                     | 3 - 1           | Dinamo Dresda II                  |
| Motor Babelsberg                    | 4 - 4 (4-2 dtr) | Chemie Markkleeberg               |
| Dynamo Eisleben                     | 1 - 0           | Wismut Aue                        |
| Motor Karl-Marx-Stadt               | 3 - 1 (dts)     | BFC Dynamo II                     |
| Rot-Weiß Erfurt II                  | 0 - 1           | Wismut Gera                       |
| Aktivist Brieske-Senftenberg        | 2 - 2 (5-4 dtr) | Vorwärts Francoforte              |
| Hallescher II                       | 0 - 3           | Magdeburgo                        |
| Kali Werra Tiefenort                | 0 - 5           | Stahl Riesa                       |
| ISG Schwerin                        | 3 - 2           | Motor Grimma                      |
| TSG Wismar                          | 1 - 5           | Hansa Rostock                     |
| Chemie Velten                       | 3 - 1           | Dynamo Schwerin                   |
| ASG Vorwärts Fünfeichen             | 0 - 2           | Stahl Brandeburgo                 |
| Lokomotive Stendal                  | 1 - 5           | Union Berlino                     |
| Chemie Böhlen II                    | 0 - 3           | Vorwärts Stralsund                |
| Aufbau Krumhermersdorf              | 0 - 3           | Carl Zeiss Jena II                |
| Stahl Hettstedt                     | 1 - 4           | Sachsenring Zwickau               |
| Fortschritt Weida                   | 1 - 2           | Rot-Weiß Erfurt                   |
| Motor Eberswalde                    | 0 - 7           | BFC Dynamo                        |
| Stahl Riesa II                      | 4 - 3           | Dynamo Fürstenwalde               |
| Lokomotive Cottbus                  | 1 - 3           | Rotation Berlin                   |
| KWO Berlin                          | 1 - 0 (dts)     | KKW Greifswald                    |
| Robotron Sömmerda                   | 0 - 3           | Lokomotive Lipsia                 |
| Wismut Aue II                       | 3 - 3 (4-5 dtr) | Chemie Halle                      |

| Arbitro: | Adolf Prokop |

|  |           |                |
|  | Marcatori | 85’, 90’ Minge |

| Arbitro: | Frank Fleske |

|           |           |                                   |
| Tegge 26’ | Marcatori | 22’ Havenstein 37’ Kühn 48’ Kühne |

| Arbitro: | Karl-Heinz Gläser |

|               |           |                    |
| Wengefeld 44’ | Marcatori | 30’, 60’ Persigehl |

| Arbitro: | Hans-Jürgen Bußhardt |

|                              |           |              |
| Hüfner 25’ Herrmann 42’, 60’ | Marcatori | 36’ Fandrich |

| Arbitro: | Thomas Eßbach |

|                |           |            |
| Rziha 12’, 83’ | Marcatori | 36’ Hintze |

| Arbitro: | Günter Supp |

|  |           |                     |
|  | Marcatori | 51’ Raab 63’ Penzel |

| Arbitro: | Gerhard Mewes |

|           |           |  |
| Raabe 88’ | Marcatori |  |

| Arbitro: | Norbert Haupt |

|                                 |           |               |
| Rambow 34’ Bartz 72’ Helbig 75’ | Marcatori | 89’ Schiemann |

| Arbitro: | Klaus-Dieter Stenzel |

|                        |           |           |
| Barth 90’ Turnier 108’ | Marcatori | 61’ Demme |

| Arbitro: | Peter Weise |

|                                      |           |            |
| Placzek 31’ Naumann 55’ Saalbach 61’ | Marcatori | 67’ Kühnel |

| Arbitro: | Siegfried Kirschen |

|                                        |                      |                                            |
| Uecker 81’, 89’, 93’ (rig.) Piehl 107’ | Marcatori            | 37’, 95’ Schenkel 90’ (rig.), 116’ Ziffert |
|                                        | Tiri di rigore 4 – 2 |                                            |

| Arbitro: | Klaus Scheurell |

|              |           |  |
| Hoffmann 78’ | Marcatori |  |

| Arbitro: | Burkhard Pleßke |

|                             |           |              |
| Nieher 78’, 114’ Mäthe 108’ | Marcatori | 43’ Albrecht |

| Arbitro: | Peter Brenn |

|  |           |               |
|  | Marcatori | 37’ Oevermann |

| Arbitro: | Wieland Ziller |

|                                                         |                      |                                             |
| Merkel 66’ Leuthäuser 87’                               | Marcatori            | 14’ Schnürer 84’ Wawrzyniak                 |
| Leuthäuser Schmaler Zerna Oppermann Hammermüller Merkel | Tiri di rigore 5 – 4 | Bennert Hause Schulz Wawrzyniak Kuhlee Roth |

| Arbitro: | Klaus Hagen |

|  |           |                                    |
|  | Marcatori | 29’ Wuckel 53’ Halata 85’ Kirchner |

| Arbitro: | Matthias Müller |

|  |           |                                               |
|  | Marcatori | 24’, 72’ Pfahl 26’ Maaß 40’ Hennig 87’ Rische |

| Arbitro: | Bernd Reck |

|                               |           |                                       |
| Ahlemann 8’ Matelski 67’, 74’ | Marcatori | 47’ Wimberger 70’ (rig.) Schweineberg |

| Arbitro: | Reinhard Purz |

|             |           |                                                  |
| Rohloff 54’ | Marcatori | 23’ Jarohs 43’ Wahl 45’, 53’ Schlünz 85’ Wendorf |

| Arbitro: | Rainer Chachulski |

|                           |           |              |
| Uentz 28’, 87’ Berndt 64’ | Marcatori | 63’ Herzberg |

| 11. Oktober 1986 Primo turno                            | ASG Vorwärts Fünfeichen | 0 – 2 referto         | Stahl Brandeburgo |  |
| \| \| \| \| \| \| Marcatori \| 35’ Gumtz 77’ Janotta \| |                         |                       |                   |  |
|                                                         |                         |                       |                   |  |
|                                                         | Marcatori               | 35’ Gumtz 77’ Janotta |                   |  |

| Arbitro: | Manfred Bahrs |

|          |           |                                                 |
| Huch 77’ | Marcatori | 7’ Roßdeutscher 9’, 47’ Sträßer 57’, 71’ Hirsch |

| Arbitro: | Helmut Hense |

|  |           |                                                 |
|  | Marcatori | 16’ (rig.) Gärtig 43’ Boguslawski 81’ Schneider |

| Arbitro: | Peter Kiefer |

|  |           |                              |
|  | Marcatori | 59’, 62’ Kunzmann 65’ Probst |

| Arbitro: | Gerhard Demme |

|             |           |                                               |
| Schütze 30’ | Marcatori | 43’ Pohl 60’ Scholz 64’ Göldner 75’ Schneider |

| Arbitro: | Peter Müller |

|            |           |                       |
| Klammt 53’ | Marcatori | 36’ Sänger 79’ Hornik |

| Arbitro: | Wolfgang Henning |

|  |           |                                                              |
|  | Marcatori | 10’, 26’, 35’ Pastor 28’ Reich 55’ Ernst 58’ Doll 84’ Zander |

| Arbitro: | Bernd Robel |

|                                                  |           |                                  |
| Frenzel 40’ (rig.), 84’ Herfurth 72’ Martick 88’ | Marcatori | 56’, 89’ (rig.) Kulke 80’ Lüdtke |

| Arbitro: | Harald Schenk |

|                      |           |                           |
| Schönberg 40’ (rig.) | Marcatori | 30’, 32’ Wünsch 63’ Klotz |

| Arbitro: | Wolfgang Schneider |

|              |           |  |
| Karlsch 113’ | Marcatori |  |

| Arbitro: | Manfred Roßner |

|  |           |                                          |
|  | Marcatori | 60’ (rig.) Zötzsche 68’ Kühn 76’ Richter |

| Arbitro: | Klaus Peschel |

|                                        |                      |                             |
| Penneke 57’ (aut.) Wilde 58’ Jacob 76’ | Marcatori            | 2’ Schübbe 67’, 75’ Schülbe |
|                                        | Tiri di rigore 4 – 5 |                             |

## 2º Turno
| Squadra 1                    | Risultato       | Squadra 2                           |
| ---------------------------- | --------------- | ----------------------------------- |
| Carl Zeiss Jena II           | 0 - 5           | Lokomotive Lipsia                   |
| Wismut Gera                  | 2 - 1           | Eisenhüttenstädter Stahl            |
| Stahl Riesa II               | 0 - 2           | Union Berlino                       |
| KWO Berlin                   | 4 - 0           | Chemie Ilmenau                      |
| Chemie Halle                 | 4 - 1           | Vorwärts Stralsund                  |
| Aktivist Brieske-Senftenberg | 1 - 0           | Aktivist Schwarze Pumpe Hoyerswerda |
| Chemie Lipsia                | 1 - 0           | Rotation Berlin                     |
| Chemie Velten                | 0 - 2           | Dinamo Dresda                       |
| Sachsenring Zwickau          | 3 - 2           | Motor Babelsberg                    |
| Motor Karl-Marx-Stadt        | 0 - 1           | Stahl Riesa                         |
| Dynamo Eisleben              | 2 - 2 (6-7 dtr) | Karl-Marx-Stadt                     |
| Chemie Buna Schkopau         | 2 - 3 (dts)     | Rot-Weiß Erfurt                     |
| Vorwärts Dessau              | 0 - 2           | Carl Zeiss Jena                     |
| Hansa Rostock                | 2 - 1           | Magdeburgo                          |
| Chemie Böhlen                | 1 - 0           | BFC Dynamo                          |
| ISG Schwerin                 | 0 - 1           | Stahl Brandeburgo                   |

| Arbitro: | Günther Habermann |

|  |           |                                                    |
|  | Marcatori | 5’ Kühn 15’, 22’ Marschall 35’ Leitzke 86’ Richter |

| Arbitro: | Hans-Jürgen Bußhardt |

|                                |           |            |
| Hermannstädter 32’ Kraußer 85’ | Marcatori | 72’ Winkel |

| Arbitro: | Bernd Heynemann |

|  |           |                                 |
|  | Marcatori | 36’ Förster 68’ (aut.) Drewniok |

| Arbitro: | Klaus-Dieter Stenzel |

|                                             |           |  |
| Gerlach 1’, 28’ Anter 33’ Adzhem 49’ (rig.) | Marcatori |  |

| Arbitro: | Norbert Haupt |

|                                                 |           |            |
| Lorenz 31’ Schülbe 42’ Henschel 58’ Näumann 77’ | Marcatori | 65’ Schulz |

| Arbitro: | Reinhard Purz |

|            |           |  |
| Merkel 12’ | Marcatori |  |

| Arbitro: | Matthias Müller |

|           |           |  |
| Reimer 6’ | Marcatori |  |

| Arbitro: | Gerhard Mewes |

|  |           |                 |
|  | Marcatori | 43’, 47’ Sammer |

| Arbitro: | Klaus Hagen |

|                                         |           |                 |
| Wagner 30’ Mittag 56’ (rig.) Trocha 84’ | Marcatori | 69’, 87’ Schulz |

| Arbitro: | Adolf Prokop |

|  |           |             |
|  | Marcatori | 52’ Seifert |

| Arbitro: | Günter Supp |

|                   |                      |                          |
| Lindrath 10’, 94’ | Marcatori            | 84’ Heidrich 118’ Müller |
|                   | Tiri di rigore 6 – 7 |                          |

| Arbitro: | Siegfried Kirschen |

|                 |           |                             |
| Rziha 66’, 108’ | Marcatori | 5’ Abel 98’ Busse 113’ Vlay |

| Arbitro: | Klaus Peschel |

|  |           |                           |
|  | Marcatori | 51’ Bielau 77’ Zimmermann |

| Arbitro: | Wieland Ziller |

|                    |           |           |
| Uteß 1’ Wendorf 6’ | Marcatori | 2’ Halata |

| Arbitro: | Klaus-Dieter Stenzel |

|           |           |  |
| Kühne 58’ | Marcatori |  |

| Arbitro: | Wolfgang Henning |

|  |           |         |
|  | Marcatori | 63’ Voß |

## Ottavi
| Squadra 1         | Risultato       | Squadra 2                    |
| ----------------- | --------------- | ---------------------------- |
| Karl-Marx-Stadt   | 0 - 0 (4-3 dtr) | Union Berlino                |
| Hansa Rostock     | 3 - 1           | Chemie Böhlen                |
| Chemie Halle      | 0 - 1           | Stahl Riesa                  |
| Dinamo Dresda     | 4 - 1           | Rot-Weiß Erfurt              |
| Wismut Gera       | 0 - 3           | Sachsenring Zwickau          |
| Chemie Lipsia     | 2 - 1           | Carl Zeiss Jena              |
| Stahl Brandeburgo | 3 - 0           | Aktivist Brieske-Senftenberg |
| Lokomotive Lipsia | 4 - 1           | KWO Berlin                   |

| Arbitro: | Adolf Prokop |

|                                             |                      |                                     |
| Steinmann Persigehl Bähringer Müller Keller | Tiri di rigore 4 – 3 | Weniger Seier Probst Hirsch Sträßer |

| Arbitro: | Norbert Haupt |

|                                         |           |            |
| März 18’ Jarohs 49’ (rig.) Littmann 54’ | Marcatori | 33’ Hobsch |

| Arbitro: | Klaus Scheurell |

|  |           |            |
|  | Marcatori | 48’ Kerper |

| Arbitro: | Bernd Heynemann |

|                                 |           |          |
| Kirsten 19’, 80’ Minge 71’, 88’ | Marcatori | 65’ Vlay |

| Arbitro: | Reinhard Purz |

|  |           |                                        |
|  | Marcatori | 15’ Babik 69’ Mitzscherling 76’ Trocha |

| Arbitro: | Peter Müller |

|                        |           |          |
| Pietsch 70’ Reimer 77’ | Marcatori | 85’ Raab |

| Arbitro: | Klaus Hagen |

|                                    |           |  |
| Pfahl 14’ Schoknecht 58’ Jeske 86’ | Marcatori |  |

| Arbitro: | Matthias Müller |

|                                                  |           |             |
| Scholz 15’ Richter 51’ Marschall 54’ Leitzke 90’ | Marcatori | 39’ Karlsch |

## Quarti
| Squadra 1           | Risultato | Squadra 2         |
| ------------------- | --------- | ----------------- |
| Hansa Rostock       | 3 - 1     | Chemie Lipsia     |
| Sachsenring Zwickau | 1 - 2     | Karl-Marx-Stadt   |
| Stahl Riesa         | 0 - 1     | Stahl Brandeburgo |
| Dinamo Dresda       | 0 - 2     | Lokomotive Lipsia |

| Arbitro: | Wieland Ziller |

|                                           |           |             |
| Jarohs 63’ (rig.), 78’ (rig.) Röhrich 65’ | Marcatori | 26’ Turnier |

| Arbitro: | Klaus Hagen |

|                   |           |                          |
| Mitzscherling 60’ | Marcatori | 18’ Köhler 43’ Persigehl |

| Arbitro: | Matthias Müller |

|  |           |           |
|  | Marcatori | 62’ Jeske |

| Arbitro: | Günther Habermann |

|  |           |                     |
|  | Marcatori | 55’ Kühn 71’ Bredow |

## Semifinali
| Squadra 1       | Risultato | Squadra 2         |
| --------------- | --------- | ----------------- |
| Karl-Marx-Stadt | 1 - 3     | Lokomotive Lipsia |
| Hansa Rostock   | 1 - 0     | Stahl Brandeburgo |

| Arbitro: | Siegfried Kirschen |

|              |           |                                      |
| Heidrich 76’ | Marcatori | 24’ Scholz 29’ Leitzke 54’ Marschall |

| Arbitro: | Klaus Peschel |

|          |           |  |
| Alms 77’ | Marcatori |  |

## Finale
| Squadra 1         | Risultato | Squadra 2     |
| ----------------- | --------- | ------------- |
| Lokomotive Lipsia | 4 - 1     | Hansa Rostock |

| Arbitro: | Adolf Prokop |

| |              | |
| Kühn 22’, 58’ Marschall 66’ Leitzke 88’ | Marcatori    | 21’ März |
| René Müller Frank Baum Matthias Lindner Ronald Kreer Uwe Zötzsche Uwe Bredow Matthias Liebers Heiko Scholz Olaf Marschall Hans Richter Dieter Kühn | Formazioni   | Axel Hauschild Heiko März Bernd Arnholdt Gernot Alms Norbert Littmann Hilmar Weilandt Axel Schulz Juri Schlünz Volker Röhrich Rainer Jarohs Axel Kruse |
| Wolfgang Altmann Hans-Jörg Leitzke | Sostituzioni | Artur Ullrich Maik Wendorf |
| Hans-Jörg Leitzke | Allenatori   | Werner Voigt |

## Campioni
| Coppa della Germania Est 1986-87 |
| -------------------------------- |
| Lokomotive Lipsia Quarto titolo  |